# Pauliina Mäkelä
Pauliina Mäkelä (* 1980) ist eine finnische Comiczeichnerin.
Pauliina Mäkelä schloss ihren Bachelor in Grafischem Design 2005 am Lahti Institute of Design ab. 2007 gewann sie den 1. Preis des Luzerner Fumetto-Festivals. 2007 und 2009 wurde sie zusammen mit Paula Noronen für das beste Kinderbuch durch die Finlandia Junior competition nominiert.